# David M. Halperin
David M. Halperin (Chicago, 2 de abril de 1952) es un investigador estadounidense de estudios de género, teoría queer, teoría crítica, cultura material y cultura visual. Es cofundador de GLQ: A Journal of Lesbian and Gay Studies, y autor de varios libros que incluyen Before Pastoral (1983) y One Hundred Years of Homosexuality (1990).

## Educación y primeros años
David Halperin nació el 2 de abril de 1952, en Chicago, Illinois. Se graduó en la Universidad Oberlin en 1973, y estudió fuera de los EE. UU., en el Intercollegiate Center for Classical Studies en el curso 1972–1973. Se doctoró en Antigüedad clásica y Humanidades en la Universidad de Stanford en 1980.

## Carrera
En 1977, fue subirector de los cursos de verano de la Escuela de Estudios Clásicos en la American Academy en Roma. De 1981 a 1996, fue profesor de Literatura en el Instituto de Massachusetts de Tecnología.
En Australia, en 1994  impartió clases en la Universidad de Queensland y en 1995 en la Monash University. De 1996 a 1999, fue profesor asociado en la Universidad de Nueva Gales del Sur. 
Actualmente ocupa la cátedra W. H. Auden de profesor de Historia y Teoría de Sexualidad en la Universidad de Míchigan, donde es también profesor de inglés, estudios de feminismo, literatura comparada, y estudios clásicos.
En 1991, cofundó la revista académica GLQ: A Journal of Lesbian and Gay Studies, de la que fue editor hasta 2006. Ha publicado diversos artículos en Journal of Bisexuality; Identities: Journal for Politics Gender and Culture; Journal of Homosexuality; Michigan Feminist Studies; Michigan Quarterly Review; Representations; Bryn Mawr Classical Review; Ex aequo; UNSW Tharunka; Australian Humanities Review; Sydney Star Observer; The UTS Review; Salmagundi; Blueboy; History and Theory; Diacritics; American Journal of Philology; Classical Antiquity; Ancient Philosophy; Yale Review; Critical enquiry; Virginia Quarterly Review; American Notes & Queries; London Review of Books;Journal of Japanese Studies; Partisan Review y Classical Journal.
Ha sido un profesor de la Academia Americana en Roma y en el National Humanities Center en Carolina del Norte, así como en el Stanford Humanities Center, el Human Research Centre de la Universidad Nacional Australiana en Camberra, y en la Society for the Humanities en la Universidad Cornell. En el curso 2008–2009,  obtuvo una beca Guggenheim. También ha recibido el Michael Lynch Service Award del departamento gay y lésbico en la Modern Language Association, así como el Distinguished Editor Award del Council of Editors of Learned Journals. En 2011–2012,  recibió el premio Brudner de la Universidad de Yale.

## Vida personal
Halperin es abiertamente gay. En 1990,  promovió una campaña contra a la presencia del Reserve Officers' Training Corps en el campus del MIT, aduciendo que su sistema discriminaba a gays y lesbianas. Ese año, recibió amenazas de muerte a causa de su activismo gay.  En 2003, la sección de Míchigan, de la American Family Association intentó prohibir su asignatura "Cómo ser gay: iniciación a la homosexualidad masculina". En 2010,  escribió una carta abierta al fiscal general de Míchigan, Mike Cox denunciando a uno de los empleados de este, Andrew Shirvell, de acoso a Chris Armstrong, estudiante de la Universidad de Míchigan, por motivos homofóbicos.

## Obra
- Genealogía de la homosexualidad

Halperin estudia la historia de la homosexualidad a través de la perspectiva histórica de la genealogía. Según él, la "taxonomía" de heterosexuales y homosexuales que plantea Aristófanes en el Simposio de Platón no es aplicable en la actualidad. El historiador medieval John Boswell ha refutado la argumentación de Halperin.
- One Hundred Years of Homosexuality (Cien años de homosexualidad)

Halperin publicó este ensayo en 1990, dos años antes del centenario de la traducción inglesa de Charles Gilbert Chaddock de Psycopathia sexuallis Richard von Krafft-Ebing. En esta traducción, encontramos por vez primera el término "homosexual". Halperin defiende que la introducción de dicha palabra marca un cambio importante en el tratamiento y consideración de la homosexualidad. El libro recopila seis ensayos del autor, siendo el primero el que da nombre al libro.

## Acusación de plagio
Didier Eribon reclamó que se retirase su nombre del premio Brudner porque no quiera verse relacionado con Halperin (que a su vez había ganado el premio Brudner por el libro What Do Gay Men Want?), a quien Eribon acusa de plagiar su ensayo Une morale du minoritaire. Según L'Express, Halperin no ha respondido todavía a las acusaciones de Eribon.

## Publicaciones
- Before Pastoral: Theocritus and the Ancient Tradition of Bucolic Poetry. New Haven: Yale University Press. 1983.
- Before Sexuality: The Construction of Erotic Experience in the Ancient Greek World. Edited with John J. Winkler and Froma I. Zeitlin. Princeton: Princeton University Press. 1990.
- One Hundred Years of Homosexuality: and other essays on Greek love. New York: Routledge. 1990.
- The Lesbian and Gay Studies Reader. Edited with Henry Abelove and Michele Aina Barale. New York: Routledge. 1993.
- Saint Foucault: Towards a Gay Hagiography. New York: Oxford University Press. 1995.
- How to Do the History of Homosexuality. Chicago: University of Chicago Press. 2002.
- What Do Gay Men Want?. Ann Arbor: University of Michigan Press. 2007.
- Gay Shame. Edited with Valerie Traub. Chicago: University of Chicago Press. 2009.
- How to be Gay. Cambridge, Massachusetts: Belknap Press. 2012. Cómo ser gay. Tirant Humanidades, 1916.[18]